# Championnat de France Pro B de tennis de table 2019-2020
Navigation
Pro B 2018-2019 Pro B 2020-2021
Le Championnat de France Pro B de tennis de table 2019-2020 est la 17e édition du Championnat de France Pro B de tennis de table, second niveau des championnats de tennis de table par équipes en France.
Courant mars, la compétition est suspendue, en raison de la pandémie de maladie à coronavirus. Le 15 avril, la FFTT annonce que le championnat est définitivement annulé. Par conséquent, le titre n'est pas décerné et aucune promotion, ni relégation n'est promulguée.

## Classement général
| Rang | Équipe                      | Pts | J | V | N | D | F | Pp | Pc | Diff |
| ---- | --------------------------- | --- | - | - | - | - | - | -- | -- | ---- |
| 1    | C' Chartres TT              | 18  | 6 | 6 | 0 | 0 | 0 | 18 | 4  | +14  |
| 2    | EP Issy les Moulineaux      | 17  | 6 | 5 | 0 | 1 | 0 | 17 | 6  | +11  |
| 3    | Thorigné-Fouillard TT       | 15  | 6 | 3 | 0 | 3 | 0 | 15 | 11 | +4   |
| 4    | Amiens STT                  | 14  | 6 | 4 | 0 | 2 | 0 | 14 | 13 | +1   |
| 5    | Roanne-Coteau Loire Nord TT | 11  | 6 | 2 | 0 | 4 | 0 | 11 | 15 | -4   |
| -    | ASTT Miramas                | 11  | 6 | 3 | 0 | 3 | 0 | 11 | 14 | -3   |
| 7    | Metz TT                     | 10  | 6 | 2 | 0 | 4 | 0 | 10 | 14 | -4   |
| 8    | 4S Tours TT                 | 9   | 6 | 3 | 0 | 3 | 0 | 9  | 10 | -1   |
| -    | TTC Nantes Atlantique       | 9   | 6 | 1 | 0 | 5 | 0 | 9  | 15 | -6   |
| 10   | Argentan Bayard             | 5   | 6 | 1 | 0 | 5 | 0 | 5  | 17 | -12  |

À l'issue de la saison, le premier est promu en Pro A et le dernier est relégué en Nationale 1.